# Тимелееви
Тимелееви (Thymelaeaceae) е семейство двусемеделни растения. То включва около 750 вида и 50 рода, разпространени по целия свят, но най-вече в тропическите области на Африка, Югоизточна Азия и Австралазия. Повечето видове са дървета и храсти, малък брой са лиани и тревисти растения.

## Родове
- Aetoxylon
- Amyxa
- Aquilaria
- Arnhemia
- Basutica
- Craspedostoma
- Craterosiphon
- Cryptadenia
- Dais
- Daphne – Бясно дърво
- Daphnimorpha
- Daphnopsis
- Deltaria
- Dendrostellera
- Diarthron
- Dicranolepis
- Dirca
- Drapetes
- Edgeworthia
- Englerodaphne
- Enkleia
- Eriosolena
- Funifera
- Gnidia
- Gonystylus
- Goodallia
- Gyrinops
- Jedda
- Kelleria
- Lachnaea
- Lagetta
- Lasiadenia
- Lethedon
- Linodendron
- Linostoma
- Lophostoma
- Octolepis
- Oreodendron
- Ovidia
- Passerina
- Peddiea
- Pentathymelaea
- Phaleria
- Pimelea
- Pseudais
- Restella
- Rhamnoneuron
- Schoenobiblus
- Solmsia
- Stellera
- Stelleropsis
- Stephanodaphne
- Struthiola
- Synandrodaphne
- Synaptolepis
- Tepuianthus
- Thecanthes
- Thymelaea
- Wikstroemia